# Mordellistena neofascia
Mordellistena neofascia är en skalbaggsart som beskrevs av Ray 1946. Mordellistena neofascia ingår i släktet Mordellistena och familjen tornbaggar. Inga underarter finns listade i Catalogue of Life.